# Гудвин, Кен
Кеннет (Кен) Гудвин (англ. Kenneth (Ken) Goodwin, 2 марта 1961, Провост, Канада) — канадский хоккеист (хоккей на траве), вратарь. Участник летних Олимпийских игр 1984 и 1988 годов, чемпион Панамериканских игр 1987 года, серебряный призёр Панамериканских игр 1991 года.

## Биография
Кен Гудвин родился 2 марта 1961 года в канадском городе Провост.
Играл в хоккей на траве за «Ред Девилз».
В 1984 году вошёл в состав сборной Канады по хоккею на траве на летних Олимпийских играх в Лос-Анджелесе, занявшей 6-е место. Играл на позиции вратаря, провёл 7 матчей.
В 1988 году вошёл в состав сборной Канады по хоккею на траве на летних Олимпийских играх в Сеуле, занявшей 11-е место. Играл на позиции вратаря, провёл 7 матчей.
В 1987 году завоевал золотую медаль хоккейного турнира Панамериканских игр в Индианаполисе, в 1991 году — серебро на Панамериканских играх в Гаване.

## Увековечение
В 2008 году введён в Спортивный зал славы Альберты.